# Ochotona
Ochotona (Link, 1795) è un genere di mammiferi appartenente alla famiglia degli Ochotonidae, di cui costituiscono gli unici rappresentanti viventi. Si tratta di Lagomorfi (imparentati quindi con lepri e conigli) diffusi in Nord America, Asia ed Europa orientale.
Al genere appartengono gli animali conosciuti col nome comune collettivo di pica (dal tunguso piika o dal russo pikat', "squittire") od ocotone.

## Descrizione
Si tratta di animali di piccole dimensioni, dall'aspetto generale simile a quello di un criceto: corpo tozzo con zampe corte e robuste, orecchie arrotondate, coda cortissima. Misurano una ventina di centimetri di lunghezza, per un peso che va dai 75 ai 250 g a seconda della specie.
Come i loro parenti di dimensioni maggiori, sono animali erbivori: vivendo in climi piuttosto inospitali, si accontentano di qualsiasi materiale vegetale commestibile, dalle erbe ai licheni. Per far fronte a tale dieta, come gli altri lagomorfi hanno perso i canini a favore di robusti incisivi, tuttavia hanno meno premolari rispetto a conigli ed affini.

Come gli altri lagomorfi, questi animali producono due tipi di feci: le prime, dette feci molli, di colore verdastro e solo parzialmente digerite, mentre le seconde, o feci dure, sono il risultato finale della digestione. Questo comportamento fa sì che i pica possono ricavare la maggior quantità di energia possibile dal proprio cibo, degradando la cellulosa che abbonda nel loro cibo in zuccheri semplici e facilmente assimilabili.

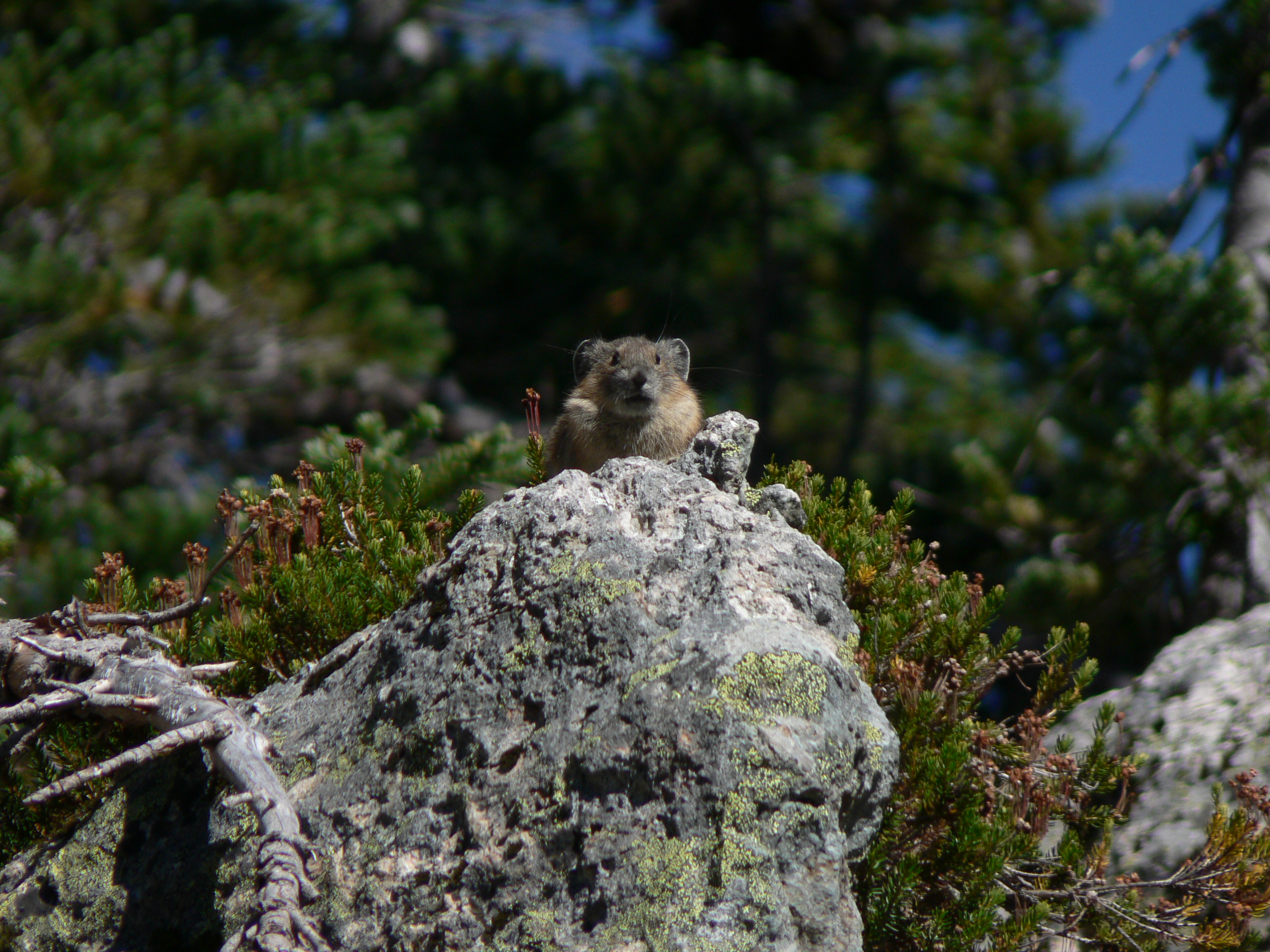
Un pica americano osserva il suo territorio da una postazione rocciosa: molte specie di pica sono territoriali.

I pica sono abitatori dei climi freddi, dove spesso li si trova sui crinali rocciosi dei monti, lì dove le rocce cadute creano numerosi anfratti dove potersi rifugiare, o da poter ampliare per costruirvi il nido. Alcune specie, invece, sono native della steppa asiatica. Spesso i pica condividono le loro tane con altri inquilini, come i fringuelli delle nevi del genere Montifringilla.

La loro necessità di un clima freddo è tale che l'archeologo Donald Grayson ha osservato un progressivo ritirarsi delle popolazioni americane su cime via via più alte, man mano che l'effetto serra ha fatto innalzare le temperature globali: un'osservazione simile è stata fatta da Grayson, che ha studiato i resti fossili di pica sulle Montagne Rocciose e sulla Sierra Nevada negli ultimi 40.000 anni. Durante l'ultima era glaciale, i pica erano comuni anche in gran parte dell'Europa centrale.
Le specie eurasiatiche vivono in gruppi familiari in cui i vari membri si avvicendano nella ricerca del cibo e nell'attività di sentinelle contro eventuali predatori od intrusi: molte specie di pica, infatti, mostrano un qualche tipo di territorialità. Le specie nordamericane, invece, sono solitarie per tutto l'anno, al di fuori del periodo degli amori. Tutte le specie comunicano fra loro tramite dei fischi acuti e laceranti, che hanno valso loro il nome comune di "lepri fischianti" in alcuni paesi.

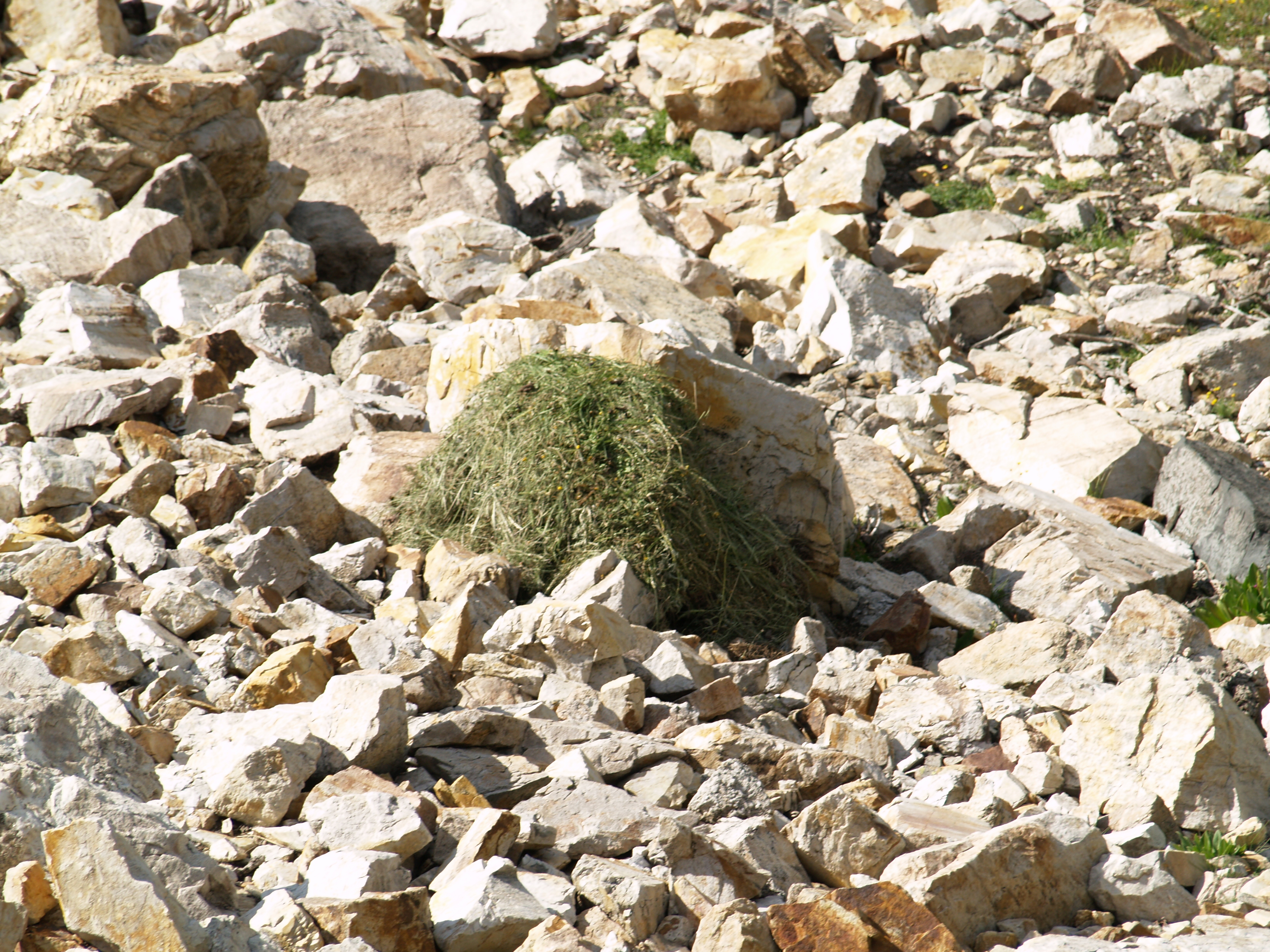
Una tana di pica nello Utah, con graminacee poste ad essiccare: i pica accumulano cibo per l'inverno, poiché non vanno in ibernazione.

I pica hanno abitudini diurne, con la tendenza a divenire man mano più crepuscolari col calare dell'altitudine alla quale vivono. Mostrano picchi di attività durante l'autunno, quando spendono gran parte delle loro energie nell'accumulare vegetali da poter poi consumare durante l'inverno: questi animali, infatti, non vanno in ibernazione. Prima di portare il materiale nella tana, i pica lo lasciano per un certo periodo al di fuori di essa per farlo seccare, così che possa resistere all'inverno senza marcire: durante l'essiccazione, è molto frequente che dei pica estranei rubino il cibo ai vicini, dando vita a liti talvolta anche violente.
Le specie degli ambienti montani danno alla luce meno di cinque cuccioli una sola volta l'anno, mentre le specie della steppa tendono ad avere cucciolate più numerose ed in numero maggiore: ciò è quasi sicuramente legato alla relativa maggiore disponibilità di cibo nel loro habitat, oltre che alla maggiore presenza di predatori, che rende necessario un ricambio generazionale molto rapido. In ambedue i casi, la gestazione è di poco inferiore al mese.

## Tassonomia
Tutte le specie appartenenti genere Ochotona, pur essendo diffuse su tre diversi continenti, derivano da un antenato comune vissuto in Asia centrale durante il tardo Miocene.
Conservano perciò tratti assai omogenei (al punto che alcune specie sono state "scoperte" solo grazie all'analisi del DNA mitocondriale di alcune popolazioni), e quindi il genere non è andato incontro a fenomeni quali divisione o accorpamento di generi e specie: recentemente, è stata scoperta una nuova specie ascrivibile al genere, il pica nero, divenuta la trentesima specie ad essere ascritta al genere.
Tradizionalmente, vengono considerati tre sottogeneri: Pika, comprendente i pica eurasiatici e nordamericani, Ochotona, comprendente i pica "della steppa", e Conothoa, comprendente le specie cosiddette "di montagna", dell'Asia centro-orientale.
Ordine Lagomorpha
- Famiglia Ochotonidae
  - Genere Ochotona
    - Sottogenere Conothoa
      - Ochotona erythrotis - pica rosso
      - Ochotona forresti - pica di Forrest
      - Ochotona gaoligongensis - pica di Gaolingong
      - Ochotona gloveri - pica di Glover
      - Ochotona himalayana - pica dell'Himalaya
      - Ochotona iliensis - pica di Ili
      - Ochotona koslowi - pica di Koslov
      - Ochotona ladacensis - pica del Ladak
      - Ochotona macrotis - pica delle orecchie grandi
      - Ochotona muliensis - pica di Muli
      - Ochotona nigritia - pica nero
      - Ochotona roylei - pica di Royle
      - Ochotona rutila - pica del Turkestan

    - Sottogenere Ochotona
      - Ochotona cansus - pica grigio
      - Ochotona curzoniae - pica dell'altopiano
      - Ochotona dauurica - pica daurico
      - Ochotona huangensis - pica di Tsing-Ling
      - Ochotona nubrica - pica di Nubra
      - Ochotona pusilla - pica nano
      - Ochotona rufescens - pica afgano
      - Ochotona thibetana - pica di Moupin
      - Ochotona thomasi - pica di Thomas

    - Sottogenere Pika
      - Ochotona alpina - pica alpino
      - Ochotona argentata - pica dell'Helan Shan
      - Ochotona collaris - pica dal collare
      - Ochotona hoffmanni - pica di Hoffmann
      - Ochotona hyperborea - pica siberiano
      - Ochotona pallasi - pica di Pallas
      - Ochotona princeps - pica americano
      - Ochotona turuchanensis - pica di Turuchan

    - Sottogenere incertae sedis
      - Ochotona gracilis †
      - Ochotona horaceki †
      - Ochotona niewanica †
      - Ochotona polonica †
      - Ochotona nihewanica †
      - Ochotona tologolica †
      - Ochotona valerotae †

  - Generi estinti di Ocotonidi
    - Albertona
    - Alloptox
    - Amphilagus
    - Austrolagomys
    - Bellatona
    - Cuyamalagus
    - Desmatolagus
    - Eurolagus
    - Gymnesicolagus
    - Hesperolagomys
    - Heterolagus
    - Kenyalagomys
    - Lagopsis
    - Marcuinomys
    - Ochotonoides
    - Oklahomalagus
    - Oreolagus
    - Paludotona
    - Piezodus
    - Pliolagomys
    - Prolagus
    - Ptychoprolagus
    - Russellagus
    - Sinolagomys
    - Titanomys